# Sara Holt

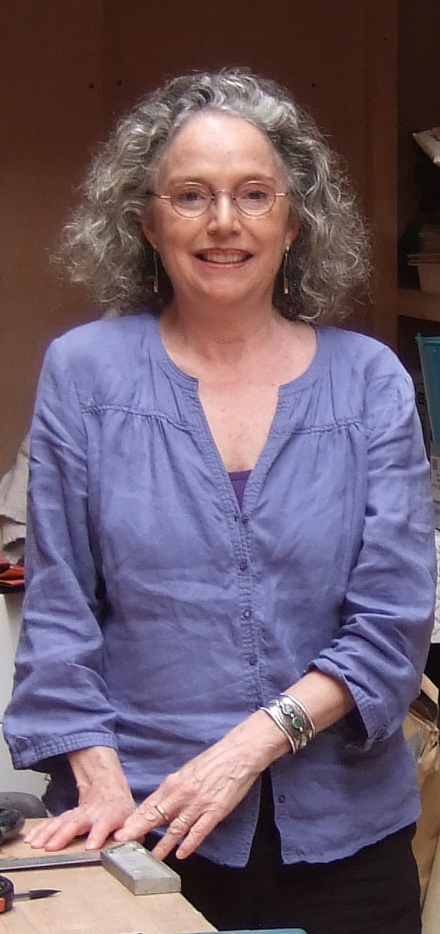
Sarah Holt

Sara Holt (Los Angeles, 1946) is een Amerikaanse beeldhouwster en fotografe. Zij creëert voornamelijk in beeldhouwkunst en fotografie en meer recent in keramiek. Haar werk ligt op de grens van kunst en wetenschap. 

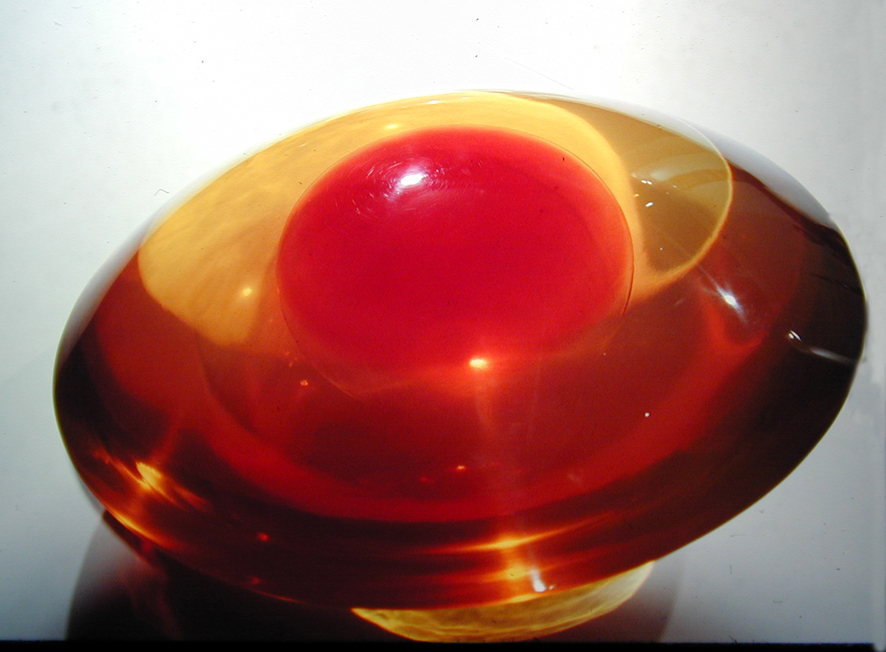
Lens van Mars; 1971
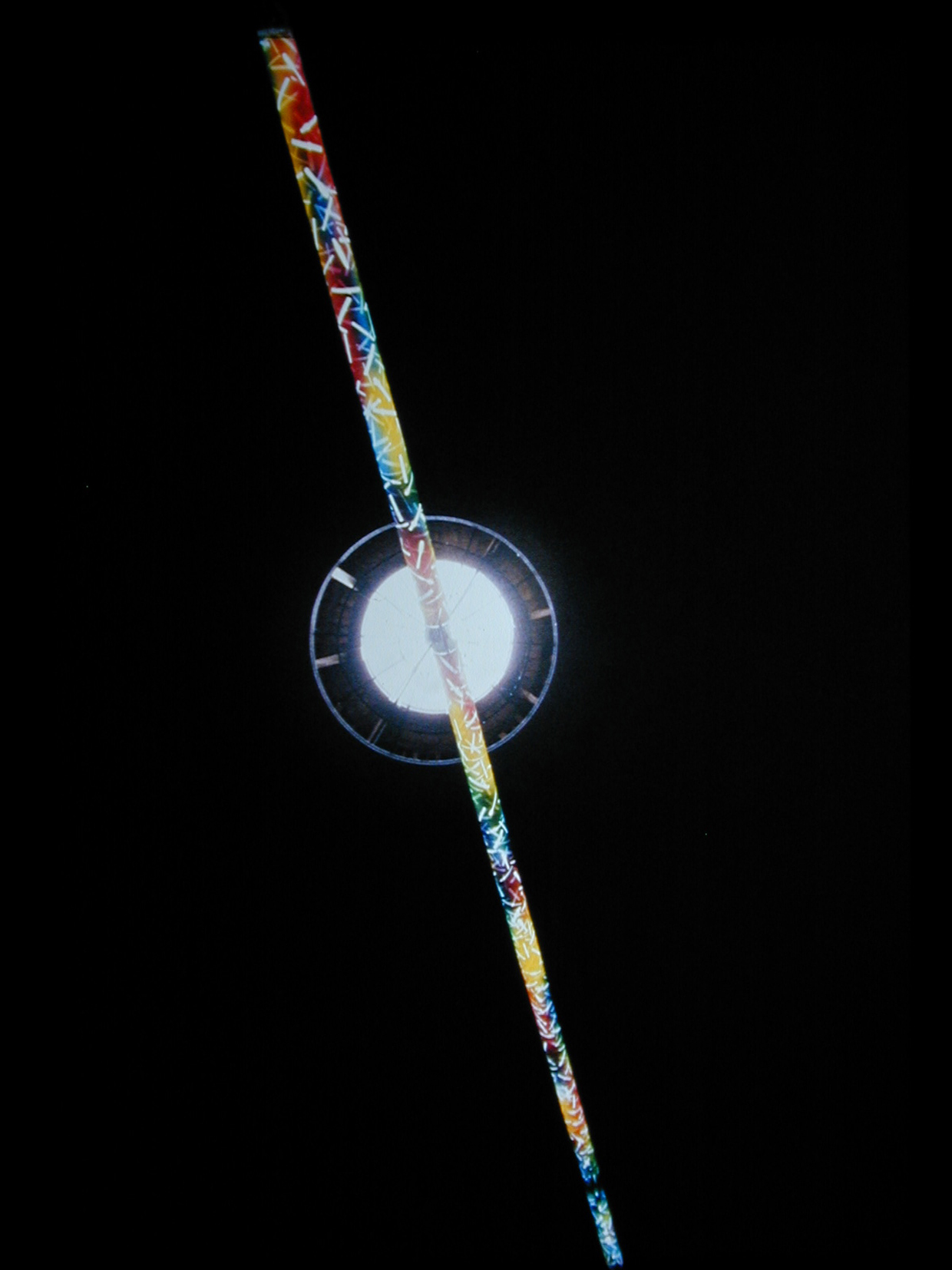
Janet's Comet, 1984
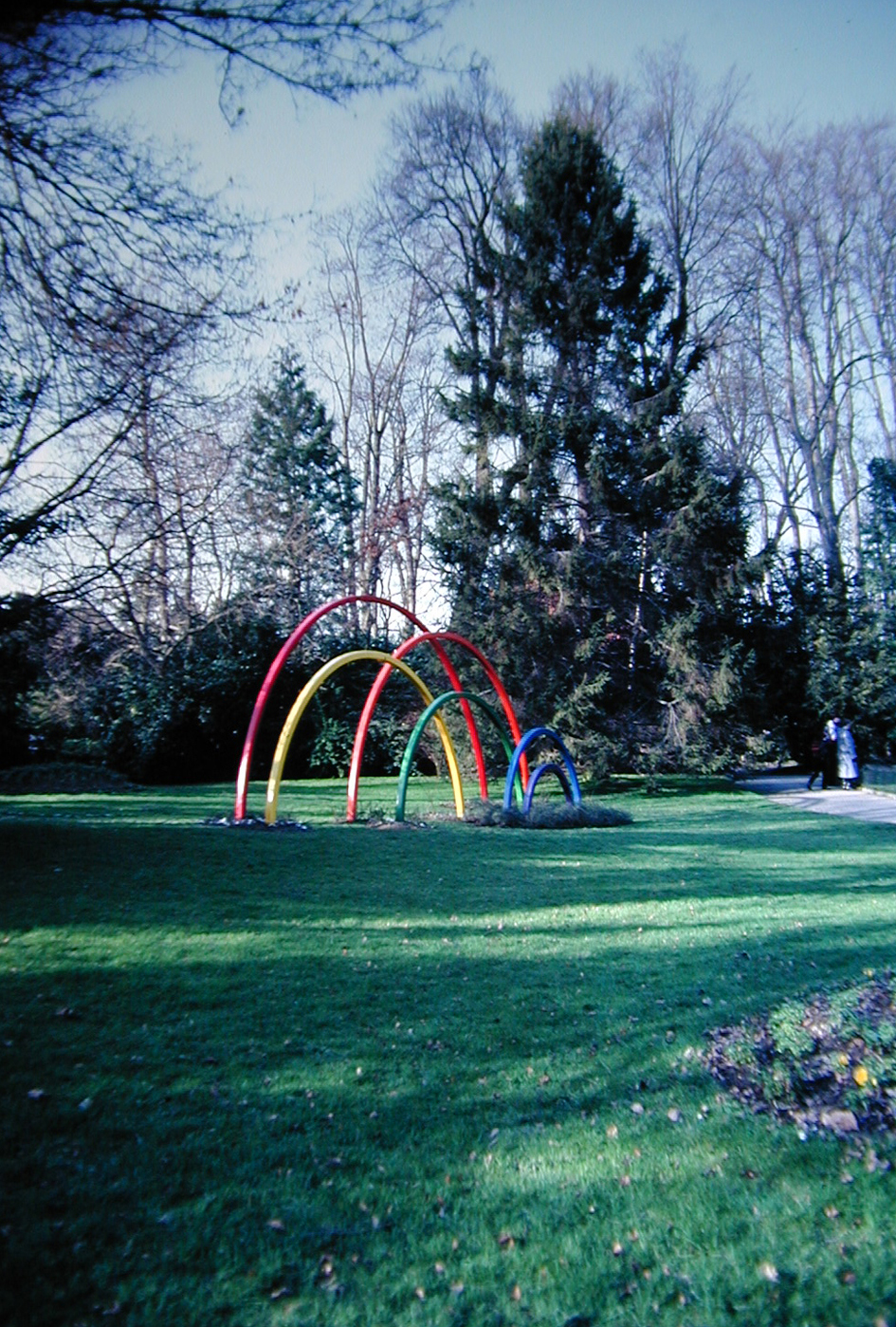
Arc-en-Ciel éclaté, Caen, 1982
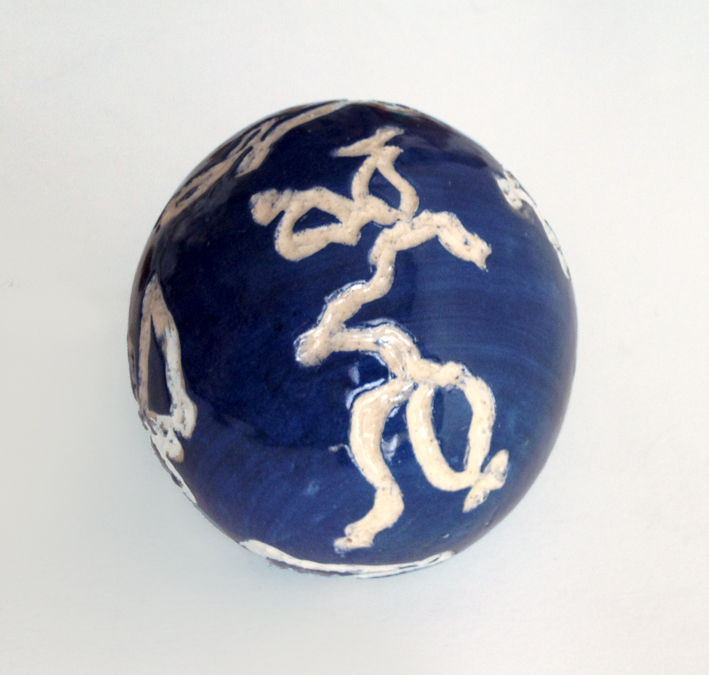
Moon Dancer, 2000

- Bibliothèque nationale de France: cb14969328w (data)
- International Standard Name Identifier: 0000 0003 9890 6937
- PIC: 298771
- RKD-Nederlands Instituut voor Kunstgeschiedenis: 396710
- Système universitaire de documentation: 057110956
- Virtual International Authority File: 37930095